# Аміріє (дегестан)
Аміріє (перс. اميريه) — дегестан в Ірані, в Центральному бахші, в шагрестані Ерак остану Марказі. За даними перепису 2006 року, його населення становило 7532 особи, які проживали у складі 2054 сімей.

## Населені пункти
До складу дегестану входять такі населені пункти:
- Газаве
- Даєн
- Козлідже
- Марзіджаран
- Меграбад
- Сакі
- Тарлан
- Шамсабад